# Юность (спортивная школа, Екатеринбург)
МБОУ ДО ДЮСШ «Юность» — спортивная школа, расположенная в Екатеринбурге. Школа готовит в том числе спортсменов в сборные команды России. Среди участников и выпускников спортшколы есть победители российских и международных соревнований, чемпионы Европы и мира, призёры Олимпийских игр.

## История
Стадион в районе улицы Куйбышева построили совторгслужащие в середине 1920-х, тогда он включал в себя футбольное поле, беговую дорожку и маленькую трибуну. В дальнейшем его переименовали в «Стадион пионеров и школьников» (СПШ). В 1960-х построен искусственный каток (30×12 м), затем дворец спорта «Снежинка»(к 2006 реконструирован). Трибуны «Снежинки» вмещают более 1000 зрителей. В 1967 году была сдана первая в СССР искусственная конькобежная дорожка, к 1972 году организован спортивный комбинат «Юность». В павильоне «Снежинка» этого комплекса проводятся тренировки и соревнования по фигурному катанию и хоккейные турниры. Комбинат имеет и 50-метровый плавательный бассейн.
В январе 2024 года все трибуны стадиона снесены. 20 февраля 2024 года на их месте началось строительство второй очереди Дацюк арены.

## Отделения

### Хоккей с шайбой
Отделение хоккея появилось в 1965 году. В 1988 году выпускник школы Илья Бякин привёз из Калгари первую олимпийскую золотую медаль.
Команды «Юности» становились чемпионами страны в 1980, 1990, 1995 и 1996 годах. Среди бывших воспитанников «Юности» — нападающий сборной России и клуба НХЛ «Детройт Ред Уингз» Павел Дацюк.
Среди тренеров:
- Валерий Голоухов, заслуженный тренер России
- Виктор Пучков, чемпион мира, мастер спорта международного класса

### Фигурное катание
СПШ ещё с 1940-х годов стал базой для подготовки фигуристов ДСО «Спартак» (старший тренер Е. Кузьминых). В 1969 тренер И. Б. Ксенофонтов основал специализированную школу гороно с базой на «Снежинке», ставшую одним из центров фигурного катания в РСФСР. В числе самых именитых воспитанников школы — олимпийская чемпионка 1992 года Марина Климова.